# 広島北部農業協同組合
座標: 北緯34度39分35.4秒 東経132度41分58.2秒 / 北緯34.659833度 東経132.699500度
広島北部農業協同組合（ひろしまほくぶのうぎょうきょうどうくみあい、通称JA広島北部）は、広島県安芸高田市に本店を置いていた農業協同組合。
ATMでは、JAバンクのカードは稼働時間内の終日において、また三菱UFJ銀行とひろしまネットサービス加盟6行庫（参加行庫については当該項を参照）のカードは平日のみにおいて、それぞれ自行扱いとなる。
安芸高田市、北広島町の指定金融機関である。

## 業務区域
- 広島県安芸高田市
- 広島県山県郡北広島町の一部（旧大朝町・千代田町）

## 歴史
- 1972年4月1日 吉田町、美土里町、高宮町、甲田町（いずれも現在は安芸高田市）の4町内10農業協同組合、美土里町、甲田町の2有線放送農業協同組合が合併し、高田郡農業協同組合となる。
- 1972年7月1日 高宮町有線放送農業協同組合を高田郡農業協同組合に合併。
- 1992年2月1日 千代田町農業協同組合、大朝町農業協同組合が合併し、広島千代田農業協同組合（JA広島千代田）となる。
- 1994年2月1日 （旧）高田郡農業協同組合、向原町農業協同組合が合併し、（新）高田郡農業協同組合（JAたかた）となる。
- 2002年4月1日 八千代町農業協同組合を高田郡農業協同組合（JAたかた）に合併。
- 2005年4月1日 広島千代田農業協同組合（JA広島千代田）、高田郡農業協同組合（JAたかた）が合併し、広島北部農業協同組合（JA広島北部）となる。本店は安芸高田市の旧JAたかた本所。
- 2023年4月1日 合併してJAひろしまを発足させ、廃止。

## 拠点
- 本店・吉田支店
  - 広島県安芸高田市吉田町常友1210番地
- 可愛出張所
  - 広島県安芸高田市吉田町山手1945番地
- 八千代支店
  - 広島県安芸高田市八千代町佐々井1372番地5
- 向原支店
  - 広島県安芸高田市向原町坂123番地
- 甲田支店
  - 広島県安芸高田市甲田町高田原1239番地1
- 高宮支店
  - 広島県安芸高田市高宮町佐々部974番地4
- 美土里支店
  - 広島県安芸高田市美土里町本郷1612番地
- 千代田支店
  - 広島県山県郡北広島町有田532-1番地
- 大朝支店
  - 広島県山県郡北広島町大朝4568番地

## 関連人物
- 児玉浩 - 元安芸高田市長、元広島県議会議員。前身の高田郡農協に勤務。
- 箕野博司 - 北広島町長。JA広島北部元理事。前身の千代田町農協に勤務。